# Diogo de Teive (humanista)
Diogo de Teive (c.1514 Braga - dep. 1569) foi um humanista português do Renascimento.

## Biografia
Diogo de Teive nasceu em Braga em 1513 ou 1514 de acordo com os dados do seu processo na Inquisição. Era filho de Sebastião Gonçalves da Paz e de Isabel Fernandes de Teive. Seus pais eram oriundos de Vila do Conde e assim ligados ao meio comercial marítimo.
Do lado materno pertencia, segundo a opinião dos autores genealógicos tradicionais, a uma família da pequena nobreza nortenha.  Segundo as mesmas fontes era sobrinho-neto do navegador Diogo de Teive. O facto ilustra o empenho da família do humanista na valorização econômica da Madeira e dos Açores.
Seu pai foi rendeiro do Cabido de Braga.
Foi um dos primeiros portugueses a receber uma bolsa de estudo para estudar em Paris, para onde seguiu com 11 ou 12 anos. Estudou no colégio de Santa Barbara, regressando a Portugal com 19 anos na altura em que seu pai embarcava para a Índia. Esteve poucos meses em Portugal, seguindo depois para a Universidade de Salamanca. Pouco satisfeito com o ensino que recebeu, regressou a França, para a universidade de Toulouse. Leccionou na Universidade de Paris, no Colégio de Guiena, do qual André de Gouveia era reitor, na Universidade de Montauban, e na Universidade de Coimbra.
A convite de Dom João III de Portugal, fez parte do corpo docente do Colégio das Artes. Pertenceu ao grupo de Bordéus, que se opunha na universidade ao grupo dito parisiense.
A ligação de Diogo de Teive e de outros membros do grupo com intelectuais estrangeiros, entre os quais salienta-se o humanista George Buchanan, levantou suspeitas de heterodoxia religiosa por parte da Inquisição. Com a morte de André de Gouveia em 1548 a posição do grupo de Bordéus enfraqueceu. Em 1550 Diogo de Teive foi preso pela Inquisição, acusado de luteranismo, com algumas suspeitas de ateísmo. Libertado ao fim de um ano, regressou ao Colégio das Artes, vindo a tornar-se seu director. Neste período, foi mestre de José de Anchieta que, em 1553, viria para a colónia do Brasil, para catequizar os silvícolas, e que foi canonizado em 2014.
Tomou ordens religiosas, vindo a receber a abadia de Vila Chã de Braciosa, no bispado de Miranda, de ricos rendimentos, mas afastada da corte e da universidade, afastamento que não diminuiu a sua produção literária. Foi também cônego em Lisboa.
Escreveu tragédias e diversos ensaios de interpretação histórica e filosófica, sempre em latim, destacando-se da sua obra: Commentarius de Redus a Lusitanis in India Apud Dium Gestis (1548), Opuscula Aliquot Salamanticae, Ioannes Princeps Tragoedia (1558) e Epodon Sive lambicorum Carminum Libri Tres (1565).